# Christina y la reconversión sexual
Christina y la reconversión sexual es una película erótica de 1984 producida entre Estados Unidos y España, protagonizada por Jewel Shepard, Karin Schubert y Emilio Linder y dirigida por Francisco Lara Polop. En territorio estadounidense fue distribuida como Christina.

## Sinopsis
Christina von Belle es una millonaria heredera que es secuestrada por un grupo de terroristas lesbianas que la retienen y piden un costoso rescate. Aunque logra escapar de sus insaciables captoras, termina siendo raptada por una banda de cocineros que se enteran de su acomodada procedencia y deciden pedir el rescate para ellos.

## Reparto
- Jewel Shepard es Christina von Belle
- Karin Schubert es Rosa
- Emilio Linder es Alain
- Ian Sera es Patrick
- Tony Isbert es Max
- Pepita Full James es Brigitte
- Helen Devon es Marie